# Walter Francis Sullivan
Walter Francis Sullivan (* 10. Juni 1928 in Washington, D.C.; † 11. Dezember 2012 in Richmond, Virginia) war ein US-amerikanischer Geistlicher und römisch-katholischer Bischof von Richmond.

## Leben
Walter Sullivan wuchs in Chevy Chase, Maryland, auf. Er besuchte das Kleine Priesterseminar und trat anschließend in das St. Marys Seminar in Baltimore ein. Am 9. Mai 1953 empfing er in Richmond die Priesterweihe und war Seelsorger in Roanoke und Fort Monroe in Hampton. 1965 wurde er Kanzler des Bistums Richmond und Berater von Bischof John Joyce Russell.
Papst Paul VI. ernannte ihn am 15. Oktober 1970 zum Titularbischof von Selsea und Weihbischof in Richmond. Der Bischof John Joyce Russell spendete ihm am 1. Dezember 1970 die Bischofsweihe; Mitkonsekratoren waren Ernest Leo Unterkoefler, Bischof von Charleston, und Joseph Howard Hodges, Bischof von Wheeling.
Am 4. Juni 1974 wurde er durch Papst Paul VI. zum Bischof von Richmond ernannt und am 19. Juli 1974 in das Amt eingeführt. Am 16. September 2003 nahm Papst Johannes Paul II. sein altersbedingtes Rücktrittsgesuch an.

## Wirken
Sullivan war Gegner des Vietnamkrieges. Sein Bischofsamt nutzte er für seinen Friedensaktivismus auf nationaler Ebene und prangerte das US-Atomwaffenprogramm, die US-Militärhilfe für El Salvador, den Golfkrieg und die Invasion im Irak 2003 an. Sullivans Antikriegshaltung brachte ihn auf die Titelseite des Rolling Stone in den 1970er Jahren. Er gründete das Virginia Holocaust Museum. 1992 wandte er sich gegen die Aussperrung von Homosexuellen aus dem Militärdienst; seit 1997 feierte er eine jährliche Messe für Homosexuelle und gründete einen Beirat für sexuelle Minderheiten.
Er war langjähriger Präsident von Pax Christi USA, einer nationalen katholischen Friedensbewegung.